# Wanderley de Souza
Wanderley de Souza (Bahia, 13 de janeiro de 1951) é um médico brasileiro.
Foi eleito membro da Academia Nacional de Medicina em 2000, ocupando a Cadeira 97, da qual Augusto Cezar Diogo é o patrono.